# Низамов, Хабибулла Хамидуллаевич
Хабибулла Низамов (узб. Хабибулла Низамов Хамидуллаевич, родился 1 сентября 1978 года) — узбекский профессиональный бодибилдер, спортсмен по мас-рестлингу и актёр. Низамов является президентом Федерации бодибилдинга и фитнеса Ташкента, заслуженным работником UzFBF и многократным призёром национальных и международных соревнований по бодибилдингу.

## Спортивная карьера
Хабибулла Низамов, родившийся в 1978 году в Ташкенте, начал свою спортивную карьеру с карате. Образование высшее, окончил Ташкентский государственный экономический университет. Его карьера в бодибилдинге началась в 2006 году. Его первым международным турниром стал любительский чемпионат мира, который проходил в Дохе, Катар. Oн выиграл несколько международных турниров. Он работает в области кинематографии. Женат, имеет 5 детей. Сегодня он живёт и работает в США.

## Антропометрические данные
- Рост — 185см
- Вес в межсезонье — 115—120 кг.
- Соревновательный вес — 100—110 кг.
- Бицепс — 50-53 см.
- Грудь — 118—125 см.
- Плечи — 150—156 см.
- Бедро −71-75 см.
- Бедра — 105—110 см.
- Талия — 80-85 см.

## Спортивные достижения
- 2009 Чемпионат мира среди любителей — IFBB, полутяжелый вес, Доха, Катар.[8][9]
- 2010 Арнольд Любитель — IFBB, полутяжелый вес, Огайо, США[10][11]
- 2012 Чемпионат Азии среди любителей — IFBB, супертяжелый вес, 6-е место[12]
- 2012 Кубок Узбекистана по бодибилдингу — Ташкент, Узбекистан 1 место[13]
- 2013 Фестиваль Proform Classic — Ночь чемпионов Ташкент, Узбекистан[14]
- 2013 — Чемпионат Азии по бодибилдингу среди любителей Алматы, Казахстан 2 место[15]
- 2019 11-й чемпионат WBPF Южная Корея, Чеджу[16]
- 2020 Arnold Classic Championship International MAS Wrestling, Калифорния, США[17]

## Фильмография
В 2010 году он начал сниматься в фильмах роли тренера, судьи и мастера спорта. Его первая роль была тренером по боксу в фильме «Dada» («Папа»). После этого были сыграны роли в фильмах «Qasos» («Месть»), «Dil va or» которые принесли актёру известность.
В 2016 году он сыграл заключенного Хотама в популярном фильме «Барон». После этого Хабибулла Низамов также сыграл роль в фильме «Вирус» режиссёра Акбара Бектурдиева.

###### Актёрские роли в кино
| Год  | Русское название | Роль             | Оригинальное название    |
| ---- | ---------------- | ---------------- | ------------------------ |
| 2010 | Отец             | Тренер по боксу  | Dada                     |
| 2011 | Месть            | Эпизод           | Касос                    |
| 2012 | Душа и Честь     | Жамшид           | Дил ва Ор, Дилор, Дилор… |
| 2016 | Барон'           | Хотамзаключённый | Baron                    |